# IRAS
L'IRAS (Infrared Astronomical Satellite) fou un observatori espacial.

## El satèl·lit
El satèl·lit astronòmic detector de l'espectre infraroig va dur a terme una inspecció de tot el cel a 12, 25, 60 i 100 micròmetre. Es varen identificar aproximadament 250.000 fonts puntuals. De totes maneres, pels estàndards d'astrometria òptica, la posició d'aquests fonts està determinada de forma pobra, amb errors de desenes de segons d'arc. Els catàlegs òptics astromètrics com l'HIPPARCOS (ESA 1997) i el Tycho-2 (Hoeg i cols. 2.000) contenen errors de posició per davall de 0,1 segons d'arc, d'uns dos a tres ordres de magnitud menys que les posicions de la missió IRAS.
Va Ser llançat el 25 de gener de 1983, com projecte conjunt entre els Estats Units (NASA), els Països Baixos (NIVR) i el Regne Unit (SERC). La missió va durar un total de deu mesos fins que va ser cremat en l'atmosfera el 21 de novembre de 1983. Va anunciar el 10 de desembre de 1983 el descobriment d'un "objecte desconegut" al principi descrit com "possiblement tan gran com el planeta gegant Júpiter i possiblement tan a prop de la Terra que formaria part d'aquest sistema solar".
IRAS va fer un atlas del 96% del cel quatre vegades, a longituds d'ona de 12, 25, 60 i 100 micròmetres, amb resolucions d'entre 0,5 i 2 minuts d'arc. Va trobar unes 500.000 fonts d'infraroigs, moltes de les quals segueixen pendents d'identificació. Es creu que unes 75.000 d'aquestes fonts són galàxies en formació, mentre que moltes altres poden ser estrelles amb un disc de pols al voltant, probablement en les primeres etapes de formar un sistema planetari. Va descobrir també un cirrus infraroig al voltant de Vega i va obtenir les primeres imatges del nucli de la Via Làctia.
La durada de la missió IRAS, com la de la majoria dels satèl·lits d'infrarojos, estava limitada pel seu sistema de refredament, ja que per a treballar correctament a aquestes longituds d'ona, el satèl·lit ha d'estar refrigerat a temperatures especialment baixes. En el cas de l'IRAS, 720 litres d'heli superfluid mantenien al satèl·lit a una temperatura d'1,6 K (aproximadament -272 °C). El fluid mantenia el satèl·lit fred mentre s'evaporava, una vegada es va evaporar completament, la temperatura del satèl·lit va augmentar, fent inviables futures observacions.
Actualment, el telescopi espacial Spitzer és el millor telescopi infraroig, permetent als astrònoms continuar amb els descobriments realitzats per l'IRAS.
A més, l'IRAS va descobrir també tres asteroides incloent el 3200 Phaethon, així com l'estel periòdic 126P/IRAS.

## El catàleg astronòmic
Els resultats de l'IRAS han estat recollits a la base de dades astronòmiques d'Estrasburg SIMBAD que l'esmenta amb la referència formada per l'acrònim IRAS seguit d'uns nombres separats pel signe +. Per exemple 7 Arietis ha resultat ser una font d'infraroig i s'esmenta com a IRAS 01530+2319